# جی دی کانن
جان دونوان کانن (انگلیسی: J. D. Cannon؛ ۲۴ آوریل ۱۹۲۲ – ۲۰ مهٔ ۲۰۰۵) یک بازیگر سینما، و هنرپیشه اهل ایالات متحده آمریکا بود.

## گزیده فیلمشناسی
از فیلم‌ها یا برنامه‌های تلویزیونی که وی در آن نقش داشته‌است می‌توان به آثار زیر اشاره کرد.
- لوک خوش‌دست (۱۹۶۷)
- عقرب (فیلم ۱۹۷۳) (۱۹۷۳)
- کنکورد … فرودگاه ۷۹ (۱۹۷۹)
- قصر لذت (۱۹۸۰)